# Hospital Municipal de Palafrugell
L'Hospital Municipal de Palafrugell fou una institució d'assistència als malalts fins a finals del segle xx. L'edifici éstà inclòs en l'Inventari del Patrimoni Arquitectònic de Catalunya del municipi de Palafrugell (Baix Empordà), situat a la banda esquerra de l'església dels Dolors.

## Edifici

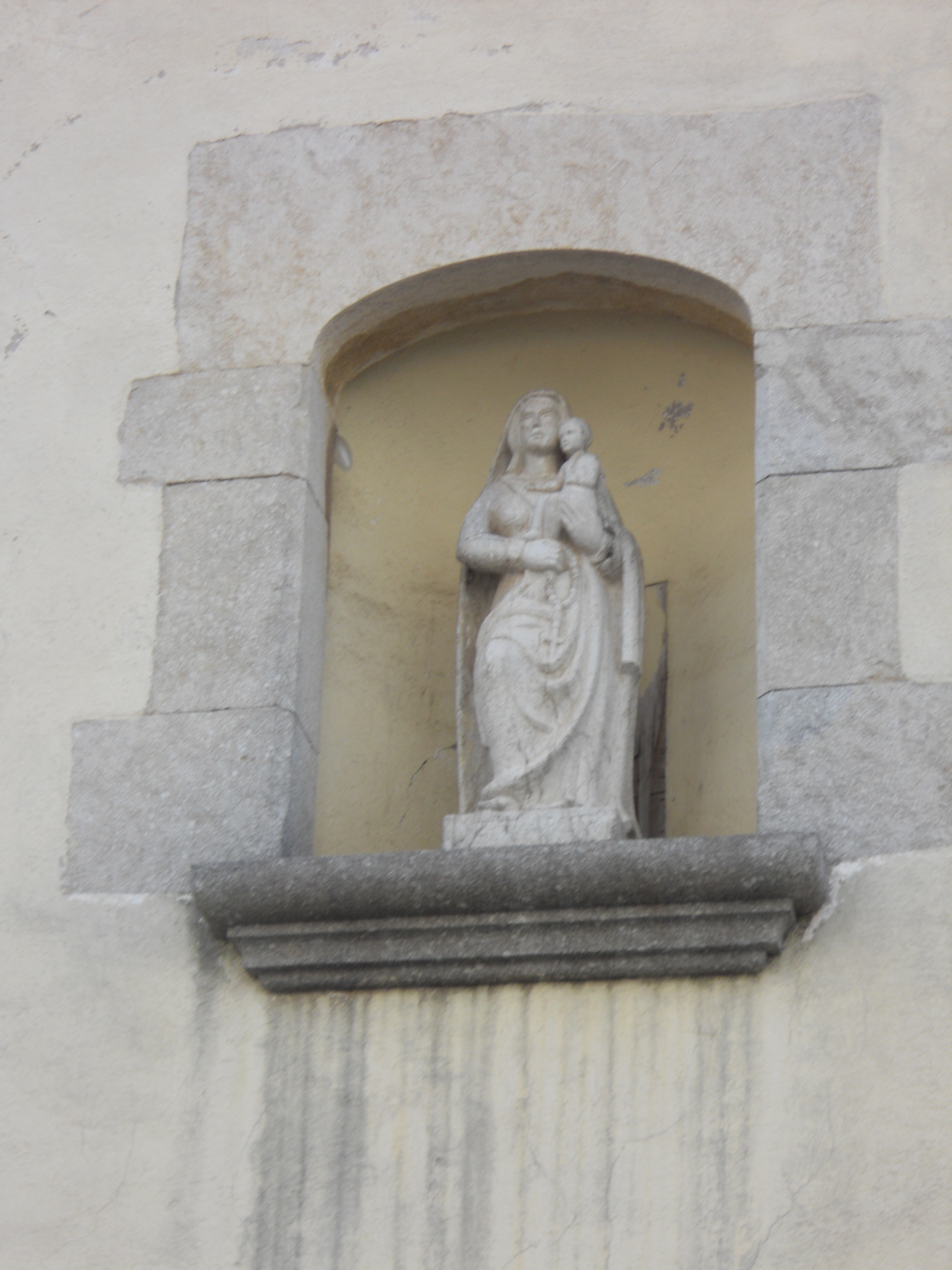
Detall de la façana

L'hospital municipal ocupa una finca de grans dimensions i està situat a la banda esquerra de l'església dels Dolors, al carrer Raval Inferior fent cantonada amb el carrer de Serra i Avellí. És un edifici de planta baixa i dos pisos, amb teulada a dues vessants, que presenta una tipologia de façana senzilla, amb obertures amb llindes, emmarcades en pedra i amb ampit motllurat. La porta d'accés és d'arc escarser, i té a la dovella central una creu tallada a la mateixa pedra. Al primer pis hi ha, damunt la porta, un balcó de poca volada. La façana es troba arrebossada i emblanquinada, però hi són visibles els carreus regulars situats als angles de l'edifici, arrodonits. La resta de paraments va ser bastida amb paredat.

## Història

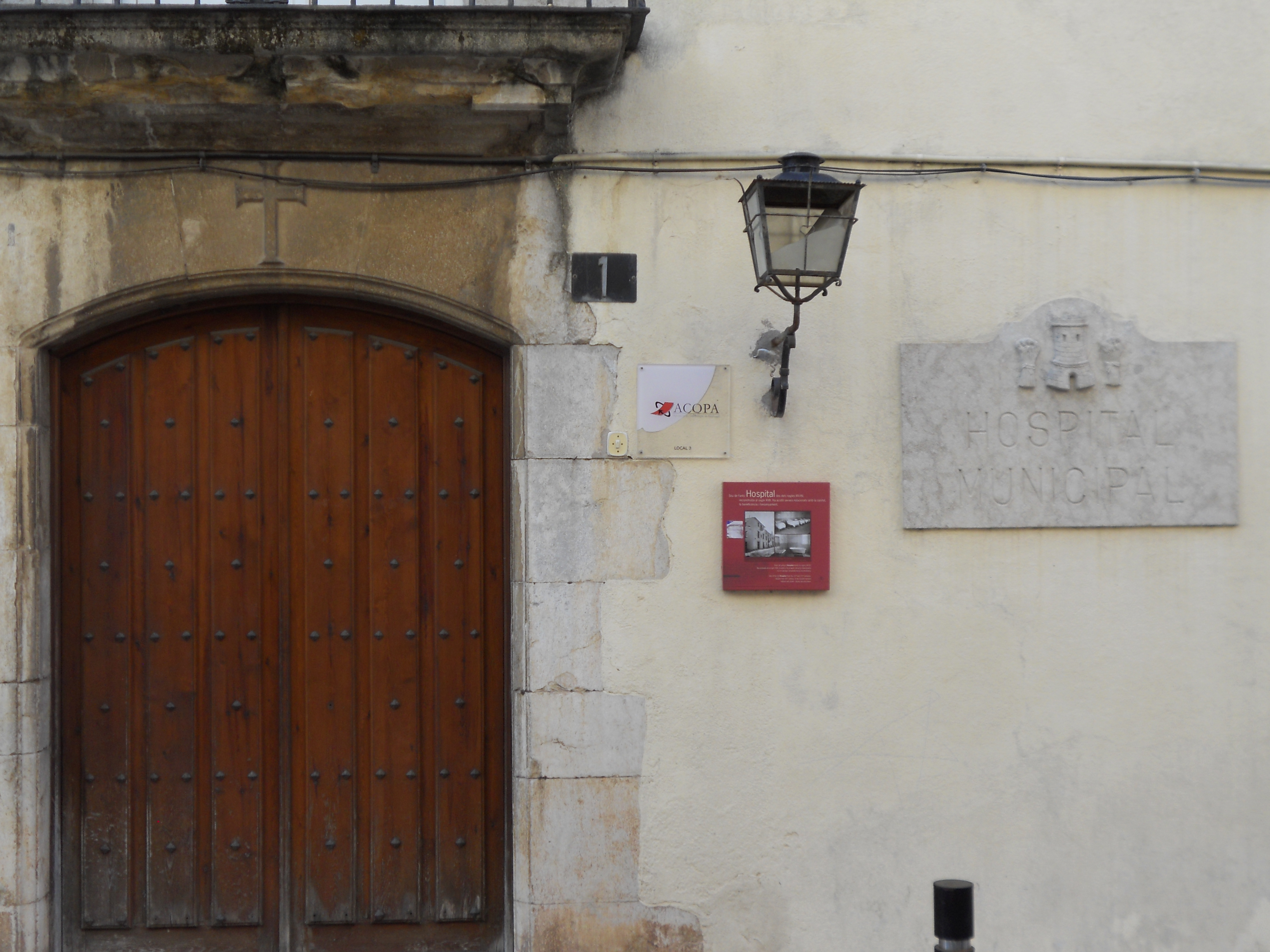
Detall de l'entrada

L'hospital està situat fora de l'antic recinte murallat de Palafrugell, al carrer de la Font.
La cita més antiga de l'Hospital de Palafrugell es troba en un capbreu de l'any 1389 dipositat a l'Arxiu Històric de Girona. L'actual edifici sembla que té el seu origen en una masia d'inicis del segle xviii que va ser reformada per utilitzar-la com a hospital. L'hospital funcionava gràcies a donacions particulars o institucionals. L'any 1852 el municipi va sol·licitar els serveis de cinc religioses de la Puríssima Concepció per atendre els malalts. L'any 1859 l'assistència als malalts va ser assumida per les monges carmelites de la caritat Vedruna, i a partir de 1856 per les religioses de Sant Josep fins a l'any 1989.
L'edifici s'ha anat modificant i ampliant al llarg dels anys. Al bloc primitiu hi ha una capella dedicada a la Mare de Déu dels Set Dolors, de façana barroca i referències clàssiques, datada de la segona meitat del segle xviii.
En la seva darrera etapa ha fet les funcions de residència geriàtrica (des de 1983) i centre de dia (des de 1998). L'any 2009 aquests serveis s'han traslladat al nou equipament al sector del Pi Verd, de la Fundació Palafrugell Gent Gran.

## Història arxivística
El fons va ser conservat a la mateixa institució fins als anys vuitanta (segle XX) que va passar a ser custodiat per l'Ajuntament de Palafrugell.